# Josep Maria Ruera i Pinart
Josep Maria Ruera i Pinart  (Barcelona, 2 d'agost del 1900 - Granollers, 31 de maig del 1988) va ser un músic i professor de música molt vinculat a Granollers.

## Biografia
Nascut a Barcelona de família granollerina, quan en Josep Maria tenia nou anys la seva família es traslladà a viure a Granollers, població a la que estaria vinculat la resta de la seva vida. Allí hi encetà els seus estudis de música amb el mestre Manel Glanadell i Soler, organista de la parròquia, i de violí amb el mestre Pere Brugués. Els continuà a Barcelona a l'Escola Municipal de Música i al Conservatori del Liceu amb els mestres Amadeu Argelaga i Josep Munner, de qui aprengué contrapunt i fuga; una beca de l'Ajuntament de Granollers el 1917 li permeté d'ampliar la seva formació amb Joan B. Lambert i Joan Lamote de Grignon -orquestració- i Enric Morera -composició-.
Durant la seva etapa d'estudiant, i per a guanyar-se la vida, va formar part de diverses orquestres de Granollers, com ara La Moderna. El 1922 s'establí a Barcelona, on col·laborà amb diverses orquestres; a l'any següent tocà la viola a l'Orquestra Pau Casals durant el cicle de Concerts de Primavera del Gran Teatre del Liceu.
El 1926 tornà novament a Granollers, per fer d'organista a l'església parroquial de Sant Esteve, ofici que hagué d'interrompre el 1936 per mor de la Guerra Civil; la reprendria acabada aquesta, i fins a la mort.
L'any 1944 fundà l'orquestra Selecció, que dirigí a partir del 1957; aquesta arribà a aplegar 21 músics i fou una de les formacions més famoses de la seva època. També va dirigir (en alguns casos en fou també fundador) altres orquestres i conjunts musicals, com l'orquestra La Catalònia (1924), la coral Amics de la Unió (1929-1936), l'Orfeó Femení de Granollers (1942), el Quartet Clàssic de Granollers (posteriorment Orquestra de Corda de Granollers). El 1961 esdevingué director de l'Orquestra de Cambra de Granollers.
El 1928 entrà com a professor i sots-director a la nou-nada Escola Municipal de Música de Granollers, i el 1945 en fou nomenat director, càrrec que exercí fins a jubilar-se'n el 1984 i, on entre molts alumnes tingué el que després seria guitarrista, el granollerí Rafel Sala (1955-2020). L'ajuntament de Granollers concedí al mestre la Medalla d'or de la ciutat (1971), el títol de Granollerí de l'any (1972) i el 1984 rebatejà l'Escola com a Escola Municipal de Música Josep M. Ruera i el declarà Fill Adoptiu. De 1929 a 1936 va ser director musical de la Societat Coral Amics de la Unió.
Com a compositor té obres de diversos gèneres, i nombrosos premis n'avalen la qualitat. Per a cobla fou autor d'una setantena de sardanes, una vintena de revesses i l'obra simfònica per a cobla Empúries, premi Pau Casals en els Jocs Florals de la Llengua Catalana de París del 1959. També escrigué diversos arranjaments i harmonitzacions per a cor i piano. El seu fons es conserva a la Biblioteca de Catalunya, que n'ha publicat un catàleg (vegeu bibliografia).

## Obres
- Ambientes exóticos (anys 50), música lleugera (conté Leyenda china: fox, El viejo carrilón, Danza de los espíritus, Swing en las pirámides: danza egípcia, Navegando por los mares del Sur)
- Ambients (1929), per a quartet de corda[cal citació]
- Flors (1923), per a piano (conté Pensament: vals lent, Gessamí: tango, Lilà: fox-trot, Dàlia: one-step, Rosella: sardana)
- Meditació (1925), composta originalment per clarinet i harmònium. Se'n va fer una primera adaptació per clarinet i piano, que fou interpretada per darrera vegada en un concert d'ex-alumnes el 26 de novembre de 1978 en commemoració del 50 Aniversari de l'Escola Municipal de Música (actualment Conservatori de Música). En havent acabat aquest, el mestre Ruera va felicitar públicament el clarinetista granollerí Jordi Brugués (acompanyat al piano per Gregori Silvestre, ambdós antics components de l'Orquestra Selecció) per la gran sensibilitat de la seva interpretació. Hi ha, també, una segona adaptació per a flauta i piano.
- Mensaje real (entre 1930 i 1938), opereta còmica en tres actes
- Tres moviments simfònics (1936), per a gran banda. Va ser estrenada per la Banda Municipal de Barcelona, amb la direcció del propi compositor, en els programes del XIV Festival de la Societat Internacional per la Música Contemporània celebrat a la ciutat comptal l'abril del 1936.

### Música coral
- Missa en honor de Sant Francesc d'Assís (1927), per a quatre veus mixtes i orgue
- Missa nostra (1965)
- Montserrat, la invenció de la Verge (1947), obra coral a 6 veus, amb lletra de Mossèn Cinto

### Música per a cobla
- El desembre congelat (1940), harmonització de la nadala
- Empúries (1959), conjunt de quatre poemes simfònics per a orquestra i cobla[cal citació]
- Glossa de l'Antic Ball de les Donzelles de Granollers (1976)
- Nadala, glossa d'una nadala

### Sardanes
- A l'entorn de la Porxada (1977)
- A la font de l'Avençó
- Acariciant-se
- Aires del Vallès (1921), primera sardana
- L'airosa Magalí (1972)
- Al nostre Garreta (1975)
- Al redós de la Porxada (1933), per a quatre violins i piano
- Camperola (1932)
- Cançó de festa, per a cor mixt, amb lletra del compositor
- Els canonges de Granollers, per a veu i piano, lletra de Manuel Joaquim Raspall i Mayol
- La competència (1926), sardana per a 3 cobles i timbales
- Conte de fades (1927)
- La divina sardana (1930), per a veu i piano, amb lletra del compositor
- La dona catalana
- Esplai (1978), premi Joaquim Serra
- La filadora (1933)
- Flors boscanes
- Himne a la sardana (1980), per a veus blanques i cobla, lletra de Ramon Munné
- Juganera (1931)
- Maria (1926)
- Maria Teresa (1931)
- Matinal (1925)
- La nostra dansa (1930), per a quatre veus blanques, amb lletra del compositor
- Ofrena (1950)
- Ofrena al mestre Joaquim Serra (1930)
- Ones plàcides a Lloret (1977)
- Pasqua florida (1943), per a quatre veus mixtes, amb lletra del compositor
- Pregària montserratina (1969)
- Els quatre quartans, per a quartet
- Riallera (1929)
- Romeria a Montserrat (1947), per a 2 cobles i timbales
- Rosa bruna (1976), per a cor mixt i cobla, lletra de Joan Subirà
- Roser Pujades (1982)
- Sant Joan (1942), per a quatre veus mixtes, lletra de Trinitat Catasús
- La sardana dels infants (1958), per a quatre veus mixtes, amb lletra de Carles Sindreu
- La sardana dels pastors (1958), per a quatre veus mixtes, amb lletra de Carles Sindreu
- El segador i la pastora (1931), per a quatre veus, lletra de Maria Casademunt de Ruera
- Sota la parra (1929, rev. 1983)
- Tocs de festa (1930)
- Tríptic laietà (1971), premi Ciutat de Barcelona
  - Barcelona, el mar
  - Barcelona, la ciutat
  - Barcelona, la muntanya
- Un petó (1932)
- La vella diligència de Granollers, per a piano
- La Verge Catalana (1930), amb versió per a orquestra simfònica
- La veu de Catalunya (1972)

A més de diverses revesses sense títol, les següents: Aquesta (1956), Cercle (1967), El disc ratllat (1971), Embolic (1968), Enrevessada (1947), Enyorant les teves trenes (1958), Montserrat de les trenes (1955), Roda (1975), Sense nom (1966), Si...? No...? (1966)

## Arxius de so
Fragment d'Empúries Arxivat 2006-08-28 a Wayback Machine.